# Ennesto Monté
Ennesto Monté (* 11. Februar 1975 in Novi Pazar) ist ein deutsch-serbischer Schlagersänger und Reality-TV-Teilnehmer.

## Leben
In seiner Jugend spielte Monté Fußball in der damaligen jugoslawischen zweiten Liga, ab 1998/1999 in der 2. Türkischen Liga. Im Jahr 2000 gelangte er nach eigener Aussage mithilfe von Schleppern nach Österreich und dann weiter nach Deutschland. Er hat einen acht Jahre jüngeren Bruder und eine Schwester.
Monté lebt in Frankfurt am Main, ist seit 2001 mit einer Muslima aus dem ehemaligen Jugoslawien verheiratet und Vater zweier Söhne. Neben der Ehe bzw. während zweier Trennungen von seiner Frau führte er Beziehungen mit Reality-Star Helena Fürst (Oktober 2016 bis Juni 2017) und mit dem ukrainischen Playboy-Model, ehemaligen Miss Venus und Reality-TV-Star Anastasiya Avilova (2019). Von Anfang 2020 bis September 2020 hatte Monté eine Beziehung zu der deutsch-serbischen Schauspielerin Vanja Rasova. Von November 2020 bis März 2021 war Monté mit der Gastronomin und Reality-TV-Teilnehmerin Daniela Büchner liiert. Im Juli 2021 folgte ein kurzfristiges Liebescomeback, jedoch verkündete das Paar bereits 5 Tage später die erneute Trennung.

## Karriere
Im Jahr 2015 veröffentlichte Monté sein Debüt-Album mit dem Titel Zufall oder nicht.
2017 wurde Ennesto Monté durch die Teilnahme an der RTL Reality-Show Das Sommerhaus der Stars – Kampf der Promipaare einem breiteren deutschen Publikum bekannt. Dort nahm er mit seiner damaligen Partnerin Helena Fürst an der Sendung teil. Das Paar trennte sich nach Abschluss der Dreharbeiten.
2020 nahm er nach einer Penisvergrößerung bei der Nackt-Datingshow Naked Attraction (RTLZWEI) teil. 2020 war Monté als Kandidat bei Promis unter Palmen und in der Spielshow Die Festspiele der Reality Stars – Wer ist die hellste Kerze? (beides Sat.1) zu sehen.
Am 25. September 2020 war er bei der Sendung Das große Sat.1 Promiboxen zu sehen, wo er gegen seinen Gegner Domenico de Cicco nach Punkten gewann. Mit seiner ehemaligen Partnerin Daniela Büchner war Monté ab Ende 2020 in der VOX-Doku Goodbye Deutschland! Die Auswanderer zu sehen.

## Fernsehauftritte
- 2017: Das Sommerhaus der Stars - Kampf der Promipaare (zusammen mit Helena Fürst)[15], RTL
- 2020: Naked Attraction[16], RTLZWEI
- 2020: Promis unter Palmen - Für Geld mache ich alles![17], Sat.1
- 2020: Die Festspiele der Reality Stars - Wer ist die hellste Kerze?[18], Sat.1
- 2020: Das große Sat.1 Promiboxen[19], Sat.1
- 2020: Goodbye Deutschland! Die Auswanderer[20], VOX
- 2022: Das große Promi-Büßen[21], ProSieben
- 2022: Eating with my Ex, Discovery Plus[22]
- 2024: Wo die Liebe hinfällt,  VOX
- 2025: The 50, Prime Video

## Veröffentlichungen

### Alben
- 2015: Zufall oder nicht (Debüt-Album)

### Singles
- 2014: Weltpokal (zur Fußball-WM 2014)
- 2015: Kleine süße Maus
- 2015: Wir tanzen Cha Cha Cha
- 2015: Gib mir deine Hand
- 2015: Bessere Welt
- 2015: Nur für Dich
- 2015: Ich will wieder leben
- 2015: Schnee von gestern
- 2015: Mit dir oder ohne dich
- 2016: Partykönig
- 2016: Ich bin ein Hesse
- 2016: Bum Bum Bum
- 2017: Kühles Blondes
- 2018: Ich liebe alle Frauen
- 2020: Arsch wie Kardash
- 2022: #Danke

Quelle: